# Comunità montana Delle Valli/Media Valle Crati
La Comunità montana Delle Valli/Media Valle Crati era una comunità montana calabrese, situata nella provincia di Cosenza. Con Legge Regionale n.25/2013 le Comunità Montane calabresi sono state soppresse e poste in liquidazione. Con delibera della Giunta Regionale n. 243 del 04/07/2013 sono stati nominati i Commissari liquidatori.
La sede della Comunità si trovava nella cittadina di Malvito. La Comunità montana era il prodotto della fusione fra la "Comunità Montana Unione Delle Valli" e la "Comunità Media Valle Crati", avvenuto nel 2008 dopo la Legge Regionale sulla revisione della Comunità Montane.
Della prima Comunità montana facevano parte i comuni di Fagnano Castello, Malvito, Mottafollone, San Donato di Ninea, San Sosti, Sant'Agata di Esaro e Santa Caterina Albanese, mentre i comuni di Cerzeto, Mongrassano, Rota Greca, San Martino di Finita e Cervicati sono stati scorporati dalla Comunità montana "Media Valle Crati" (altri comuni di questa Comunità montana fanno parte della Comunità montana Media Valle Crati/Serre Cosentine.

## Geografia fisica
La Comunità Montana comprendeva 12 comuni che gravitano tra la valle del fiume Crati e la fascia pedemontana del Pollino calabrese.
La superficie della Comunità Montana era pari a 387,09 km² mentre la sua popolazione era poco superiore ai 20.000 abitanti.

## Comuni
| Stemma | Comune                  | Popolazione (ab) | Superficie (km2) |
| ------ | ----------------------- | ---------------- | ---------------- |
|        | Fagnano Castello        | 3.978            | 29 km²           |
|        | Malvito                 | 1.887            | 37 km²           |
|        | Mottafollone            | 1.314            | 30 km²           |
|        | San Donato di Ninea     | 1.633            | 81 km²           |
|        | San Sosti               | 2.165            | 43 km²           |
|        | Sant'Agata di Esaro     | 2.033            | 47 km²           |
|        | Santa Caterina Albanese | 1.320            | 17 km²           |
|        | Cerzeto                 | 1.282            | 21 km²           |
|        | Mongrassano             | 1.655            | 34 km²           |
|        | Rota Greca              | 1.212            | 13 km²           |
|        | San Martino di Finita   | 1.221            | 23 km²           |
|        | Cervicati               | 934              | 12,09 km²        |

## Galleria d'immagini

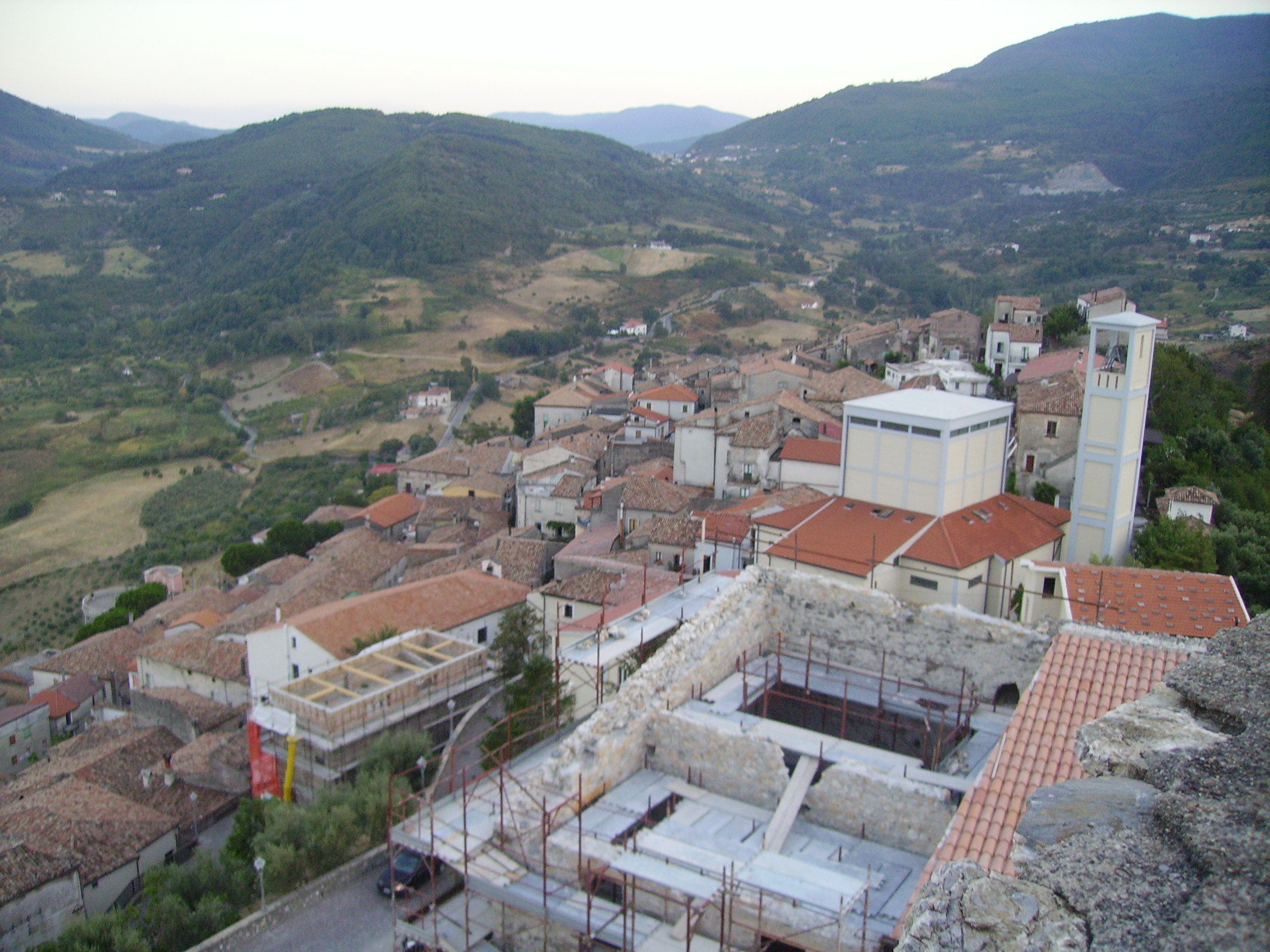
Panorama di Malvito
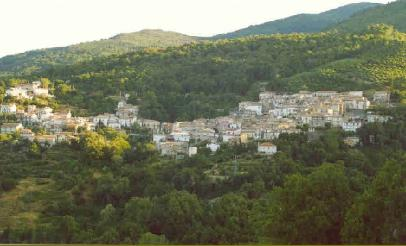
Panorama San Martino di Finita